# Dunaszentgyörgy
Dunaszentgyörgy je vas na Madžarskem, ki upravno spada pod podregijo Paksi Županije Tolna.